# Bobine Oudin
Pour les articles homonymes, voir bobine.

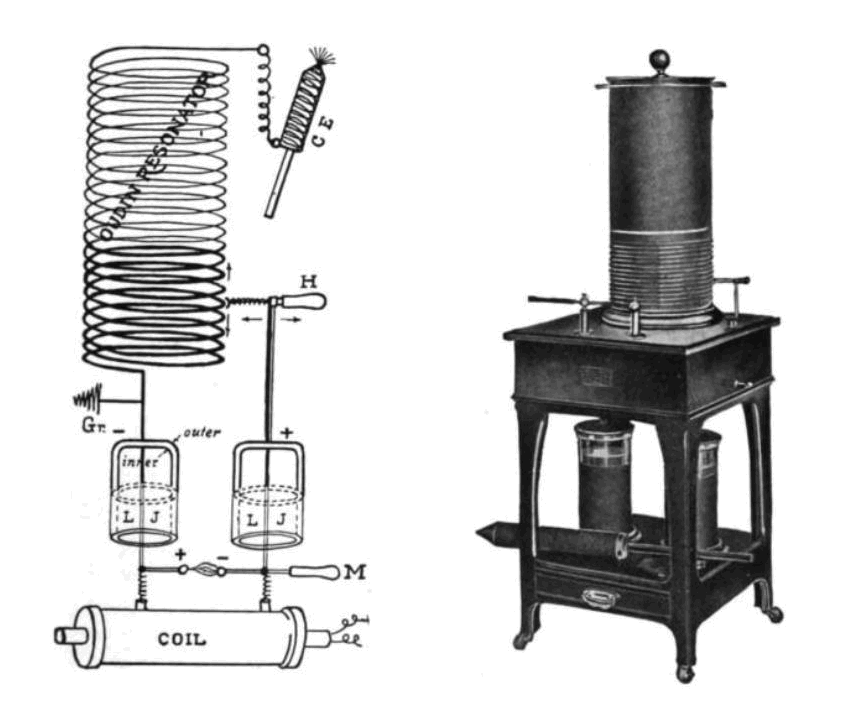
Bobine Oudin pour « l'électrothérapie médicale », 1907

Une bobine Oudin est une bobine de claquage conçue comme un transformateur électrique afin de produire des arcs électriques à haute tension, qui est semblable à une bobine Tesla. Cette bobine a été inventée par deux Français, le médecin Paul Oudin 
et Arsène d'Arsonval, aussi médecin,, vers 1899.

## Fonctionnement
L'appareil est un générateur de courant à haute fréquence utilisant les principes de la résonance dans les circuits électriques. Le circuit à réaction qu'est le transformateur résonant connecte les bobines primaire et secondaire à la terre.
Finalement, l'appareil produit un anti-nœud de haut voltage.
Les bobines Oudin génèrent de hauts voltages à de hautes fréquences, mais produisent des courants électriques plus faibles que d'autres bobines à claquage, telles les versions les plus récentes de la bobine Tesla.